# Eutetrapha elegans
Eutetrapha elegans là một loài bọ cánh cứng trong họ Cerambycidae.